# Teresa Amabile
Teresa Amabile (15 de junio de 1950) académica estadounidense profesora   Edsel Bryant Ford Profesor de Administración de Empresas en la Unidad de Gestión Empresarial de Harvard Business School.

## Biografía
Es conocida principalmente por su investigación y la escritura en la creatividad, que data de finales de 1970. Originalmente educada como química, Amabile recibió su doctorado en psicología por la Universidad de Stanford en 1977. Y luego estudia cómo la vida cotidiana dentro de las organizaciones pueden influir en las personas y su desempeño. Su investigación abarca la creatividad, la productividad, la innovación, y la vida laboral interno. La confluencia de emociones, percepciones, y la motivación que experimentan las personas a medida que reaccionan a los acontecimientos en el trabajo.
Los descubrimientos más recientes de Amabile aparecen en su libro, El Principio de progreso:. El uso de pequeños triunfos a Ignite Alegría, compromiso y creatividad en el trabajo Publicado en agosto de 2011 por la Harvard Business Review Press, el libro es en coautoría con su marido y colaborador, Steven Kramer, Ph.D.
Amabile ha publicado más de 100 artículos académicos y capítulos, en los puntos de venta incluyendo las principales revistas de psicología (como Revista de Personalidad y Psicología Social y American Psychologist ) y en la gestión ( administrativa Science Quarterly , Academy of Management Journal ). Ella es también autora de La Obra Preferencia Inventario y claves para la Creatividad y la Innovación . Amabile ha utilizado la información de su investigación en el trabajo con diversos grupos de negocios, el gobierno y la educación, como Procter & Gamble, Novartis International AG, Motorola, IDEO, y la Fundación de Educación Creativa. Ha presentado sus teorías, resultados de investigaciones e implicaciones prácticas en decenas de foros, incluido el Foro Económico Mundial en Davos, Organización universitaria anual de Jóvenes Presidentes, y el front-end de la conferencia anual de la Innovación.
En Harvard Business School, Amabile ha enseñado MBA y cursos para ejecutivos en la gestión de la creatividad, el liderazgo y la ética. Anteriormente, en la Universidad de Brandeis , enseñó psicología social, psicología organizacional, psicología de la creatividad, y estadística. Sirvió como anfitriona-instructora de la serie de 26 capítulos, contra todos los pronósticos: Dentro de Estadística, originalmente transmitido por PBS.

## Algunas publicaciones
La Dra. Amabile es la autora de El Principio de progreso , la creatividad en su contexto, y Creciendo creativo, así como más de 150 artículos académicos, capítulos, estudios de casos y presentaciones.
Es miembro de los consejos editoriales de Creatividad Investigación Diario, Creatividad e Innovación, y el Diario de Comportamiento Creativo . Sus trabajos incluyen: Creatividad (Annual Review of Psychology), Evaluación del Medio Ambiente de Trabajo para la Creatividad (Academy of Management Journal); Los cambios en el ambiente de trabajo para la Creatividad durante Downsizing (Academy of Management Journal); Comportamientos líder y el Medio Ambiente de Trabajo para la Creatividad: La percepción de Apoyo Líder (Liderazgo trimestral); y afectar y Creatividad en el Trabajo (Administrativo Science Quarterly). También ha publicado varios artículos en Harvard Business Review.

## Otras Lecturas
- Amabile, Teresa M.; Kramer, Steven J. (mayo de 2011). «The Power of Small Wins». Harvard Business Review.

- Johnston, Megan (7 de marzo de 2011). «Unleash Your Inner Genius». The Sydney Morning Herald.

- Cook, Gareth (8 de mayo de 2011). «Bribing the Kids». The Boston Globe.

- Eby, Douglas (mayo de 2011). «Myths of Creativity in Business». The Creative Mind. PsychCentral. Archivado desde el original el 21 de julio de 2011. Consultado el 1 de diciembre de 2015.

- Goleman, Daniel (18 de octubre de 2012). «Creativity in the Work Environment, with Teresa Amabile (Podcast)». More Than Sound. Archivado desde el original el 26 de octubre de 2012. Consultado el 1 de diciembre de 2015.